# Đá Long Điền
Đá Long Điền là một rạn san hô thuộc cụm Bình Nguyên của quần đảo Trường Sa. Đá này nằm cách bãi Sa Bin 18 hải lý (33,3 km) về phía tây nam.
Đá Long Điền là đối tượng tranh chấp giữa Việt Nam, Đài Loan, Philippines và Trung Quốc. Hiện chưa rõ nước nào kiểm soát đá này.
- Tên gọi: đá Long Điền; tiếng Anh: Boxall Reef; tiếng Filipino: Rajah Sulayman; tiếng Trung: 牛车轮礁; bính âm: Niú chēlún jiāo, Hán-Việt: Ngưu Xa Luân tiêu
- Đặc điểm: khá cạn,[3] có diện tích 2,7 km².[2]